# (515) Athalie
Pour l’article ayant un titre homophone, voir Athalie (homonymie).
(515) Athalie est un astéroïde de la ceinture principale découvert par Max Wolf le 20 septembre 1903.
Il a été baptisé en référence à une reine biblique au sujet de laquelle Jean Racine (1639-1699) a écrit une tragédie.